# Arzenc-de-Randon
Arzenc-de-Randon község Franciaország déli részén, Lozère megyében. 2011-ben 204 lakosa volt.

## Fekvése
Arzenc-de-Randon a Margeride-hegység keleti oldalán fekszik, Châteauneuf-de-Randon-tól 8 km-re északnyugatra, 1189 méteres (a községterület 1146-1542 méteres) tengerszint feletti magasságban, a Chapeauroux völgyében (a folyó a község nyugati határán, a Margeride gerincénél ered). Délnyugati határán található a Charpal-víztározó. A községterület 30%-át (2052 hektár) erdő borítja.
Nyugatról Rieutort-de-Randon és Estables, északról Saint-Sauveur-de-Ginestoux, északkeletről Saint-Jean-la-Fouillouse, keletről Châteauneuf-de-Randon; délről pedig Laubert és Pelouse községekkel határos.
A D3-as megyei út köti össze Châteauneuf-de-Randonnal, valamint Cheval Mort-hágón (1454 m) keresztül Estables-lal (13 km).
A községhez tartozik Auranchet, Donnepau, Le Masel, Le Giraldès, La Fage, Granouillac, Couffours; valamint Le Mont.

## Története
A falu a történelmi Gévaudan tartomány Randoni báróságához tartozott. 533-ban itt találkozott Théodebert frank király és Szent Hilaire mende-i püspök. A község hagyományos gazdasági ágazata a külterjes szarvasmarha- és juhtartás, erre utal a címerében látható juh is.

### Demográfia
| Év   | Lakosság |
| ---- | -------- |
| 1793 | 750      |
| 1851 | 761      |
| 1876 | 821      |
| 1901 | 917      |
| 1936 | 593      |

| Év   | Lakosság |
| ---- | -------- |
| 1946 | 476      |
| 1954 | 425      |
| 1962 | 412      |
| 1968 | 374      |

| Év   | Lakosság |
| ---- | -------- |
| 1975 | 300      |
| 1982 | 240      |
| 1990 | 180      |
| 1999 | 195      |
| 2010 | 201      |

## Nevezetességei
- A Saint-Christophe-templom a 12. században épült román stílusban, később gótikus elemekkel bővült.
- 18. századi útmenti vaskereszt.[3]

## Kapcsolódó szócikk
- Lozère megye községei